# Ternuvatka, Sofiivka
Ternuvatka (în ucraineană Тернуватка) este un sat în comuna Novovasîlivka din raionul Sofiivka, regiunea Dnipropetrovsk, Ucraina.

## Demografie
Componența lingvistică a localității Ternuvatka
     Ucraineană (98,08%)
     Rusă (1,92%)
Conform recensământului din 2001, majoritatea populației localității Ternuvatka era vorbitoare de ucraineană (98,08%), existând în minoritate și vorbitori de rusă (1,92%).